# Мейерс-Шайер, Холли
Холли Мейерс-Шайер (англ. Hallie Meyers-Shyer; 26 июля 1987, Лос-Анджелес, Калифорния, США) — американская киноактриса, сценарист и режиссёр.

## Биография
Холли родилась 26 июля 1987 года в Лос-Анджелесе (штат Калифорния, США) в семье Нэнси Мейерс и Чарльза Шайера. У неё есть старшая сестра Энни. Именно своей младшей дочери Холли мать-режиссёр и отец-продюсер посвятили фильм «Ловушка для родителей».

## Фильмография

### Актриса
| Год  |   | Русское название      | Оригинальное название      | Роль               |
| ---- | - | --------------------- | -------------------------- | ------------------ |
| 1991 | ф | Отец невесты          | Father of the Bride        | девочка с цветами  |
| 1994 | ф | Я люблю неприятности  | I Love Trouble             | девочка в амбаре   |
| 1995 | ф | Отец невесты 2        | Father Of The Bride Part 2 | Энни Бэнкс в 7 лет |
| 1998 | ф | Ловушка для родителей | The Parent Trap            | Линдси             |
| 2000 | ф | Чего хотят женщины    | What Women Want            | девочка на ланче   |
| 2001 | ф | История с ожерельем   | The Affair of the Necklace | девочка            |

### Режиссёр и сценарист
| Год  | Название        | Оригинальное название | Режиссёр | Сценарист | Примечания |
| ---- | --------------- | --------------------- | -------- | --------- | ---------- |
| 2017 | В гостях у Элис | Home Again            | Да       | Да        |            |
| 2024 | Гудрич          | Goodrich              | Да       | Да        |            |